# Le Punk
Le Punk es un grupo musical que se formó en la Alameda de Osuna (Madrid) a finales de los años 90 y que fusionan varios géneros musicales entre ellos el rock and roll, tango y swing. Tras 10 años de carrera en octubre de 2008 Le Punk publica su tercer álbum, Mátame.

## Historia
Le Punk se formó como resultado de la curiosidad de varios músicos que participaban en otros proyectos en la Alameda de Osuna, barrio madrileño que destacó y destaca por la gran cantidad de bandas musicales que existen en él.
A finales del año 2000 Alfredo Fernández (ex-Buenas Noches Rose) y Joe Eceiza (ex Malos Pelos), que tocaban juntos en la banda Perros de Paja se ponen en contacto con otros músicos de bandas amigas para formalizar el proyecto Le Punk como tal. El grupo comienza a ser conocido en el circuito musical madrileño gracias a sus primeros conciertos en el Café La Palma a pesar de la complicación que suponía abrirse un hueco dado que trabajaban con sonidos no habituales como la milonga, el tango y el swing.
Tras grabar varias maquetas, cambiar de batería (Leiva por Datz) y no conseguir el apoyo de ninguna compañía discográfica Le Punk autoedita su primer L.P La Logia de la Canalla. Al poco tiempo de la edición del disco el grupo sufre un nuevo cambio de batería ya que Datz abandona la música, entrando a la formación Nacho Labrador.

Concluida la gira del primer disco y pasado el verano de 2004 Le Punk se presenta al concurso Wanadoo Discoveries, el mayor concurso organizado en Europa para promocionar en línea a jóvenes talentos. Llegaron a ser finalistas europeos tras ganar la fase española por delante de otros conocidos grupos españoles como Marlango, Los Peces o Bebe, confirmándose así como "nuevo talento".

En el año 2005 graban el EP Dos puñaladas a Gardel y otros tres delitos, "una apología del Tango donde versionean a Gardel a la par que se apropian de su estilo", como una necesidad de volver a los estudios de grabación antes de plasmar sus nuevas canciones en el segundo disco. Esta fue la grabación de despedida de Carlos Ramos, que pasó a ser sustituido por César Pop. Durante este invierno se suman a Artistas en Ruta, consiguiendo así un éxito que les lleva a viajar a Polonia de la mano del Instituto Cervantes.

Agotados tras la autogestión del su primer L.P. en 2006 consiguen el apoyo de EMI para la edición de su segundo disco No disparen al pianista, que presentaron en los escenarios durante los primeros meses de 2007 y que les valió la calificación de "insuperables" por la crítica especializada así como una nominación a los Premios de la música en la categoría de Mejor autor revelación. Pero la marcha de algunos de los componentes del grupo (Tuli y César Pop) deja coja la gira veraniega de Le Punk.

El grupo consigue recomponerse y en 2008 sacan al mercado su tercer trabajo Mátame de la mano de Warner, con la producción de Juan de Dios Martín (mano derecha de Xoél López en su proyecto musical Deluxe) y con la colaboración en la sección de vientos de algunos de los componentes del grupo madrileño de swing No reply. El disco consigue colarse entre los más vendidos del país en solo una semana culminando así lo que se ha denominado "una intensa transformación artística y personal". La presentación en directo de este tercer trabajo se realizó primero en un pase privado para los compradores del CD y posteriormente para un público más amplio en la sala Joy Eslava de Madrid. En ambas ocasiones la crítica ha elogiado su directo enormemente.

Durante el año 2009 giraron por toda España con Mátame y presentaron su segundo single Te llevo en el corazón, producido por Enrique Bunbury.
Ese mismo verano de 2009, se metieron en el estudio para grabar "Volumen Uno", bajo el lema "Le Punk, 10 años en tres días, Volumen I". Este trabajo se presenta el 6 de octubre en la Sala Siroco y contiene 11 de las cuarenta y dos canciones que Le Punk había grabado hasta la fecha, pero en esta ocasión transmitiendo nuevos aires, grabadas casi en directo, a la vieja usanza sin compresores ni tecnologías propias del siglo XXI.

## Miembros
- Joe Eceiza - guitarra y coros
- Daniel Fernández - bajo
- Alfredo Fernández - voz solista y guitarra
- Nacho Labrador - batería

### Miembros pasados
- José Miguel Conejo Torres Leiva - batería
- Datz - batería
- Carlos Ramos Delgado - teclados
- Tuli - saxofón y clarinete
- César ''Pop'' - teclados

## Discografía

### Álbumes
- La Logia de la Canalla - 2003
- No disparen al pianista - 2006
- Mátame - 2008
- Volumen Uno - 2009

### EP
- Dos puñaladas a Gardel y otros tres delitos - 2005